# Aleksandr Alekseevič Kireev
Aleksandr Alekseevič Kireev (in russo Александр Алексеевич Киреев?; Mosca, 4 novembre 1833 – Pavlovsk, 26 luglio 1910) è stato un filosofo russo.
Slavofilo, nel 1889 tenne un'aspra ed accesa polemica sull'infallibilità papale con Vladimir Sergeevič Solov'ëv.